# بیتر کارز
بیتر کارز (انگلیسی: Bitter) شرکت خودروسازی آلمانی است، که در سال ۱۹۷۱ توسط اریش بیتر تأسیس شد.